# Pierre Michaux

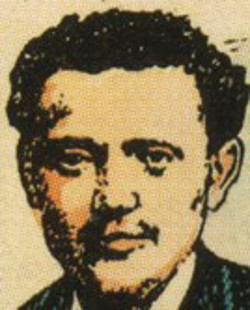
Pierre Michaux

Pierre Michaux, född 1813, död 1883, var en fransk uppfinnare. Han var smed till yrket. År 1861 konstruerade han tillsammans med sin son Ernest en velociped.